# Kazalnica (691 m)
Kazalnica (niem. Kanzel, 691 m n.p.m.) – skała w Sudetach Zachodnich, w paśmie Karkonoszy.
Mała Granitowa skała położona u północno-zachodniego podnóża wzniesienia Wołowa Góra, nad potokiem Malina powyżej miejscowości Krzaczyna.